# Konfrontace (trestní právo)
Konfrontace je důkazní prostředek v trestním řízení spočívající v postavení dvou výpověď poskytujících osob (svědků, spoluobviněných nebo svědka a obviněného) tváří v tvář, spočívající v ověření věrohodnosti jejich výpovědí. K takovému postupu je přistupováno v případech, kdy výpovědi v závažných okolnostech nesouhlasí. Účelem konfrontace pak je pozorování obou výpověď poskytujících osob, které musí vzájemně reagovat na svá vzájemně odlišná tvrzení, a následné posouzení jejich věrohodnosti orgánem činným v trestním řízení. Konfrontace patří k některým zvláštním způsobům dokazování v trestním řízení vedle vyšetřovacího pokusu, rekognice, rekonstrukce a prověrky na místě.
Konfrontace se může provést až poté, kdy každá z osob, jež mají být konfrontovány, byla již dříve vyslechnuta a o její výpovědi byl sepsán protokol. Při konfrontaci se vyslýchaná osoba vyzve, aby druhé osobě vypověděla v přímé řeči své tvrzení o okolnostech, v nichž výpovědi konfrontovaných osob nesouhlasí, popřípadě, aby uvedla další okolnosti, které s jejím tvrzením souvisejí a o kterých dosud nevypovídala. Osoby postavené tváří v tvář mohou si klást vzájemně otázky jen se souhlasem vyslýchajícího.
Osobu mladší než osmnáct let lze postavit tváří v tvář jen zcela výjimečně, jestliže to je pro objasnění věci nezbytně nutné. Tváří v tvář nelze postavit svědka, jehož totožnost se utajuje z důvodů uvedených v § 55 odst. 2 trestního řádu. Tváří v tvář nelze postavit též poškozeného mladšího osmnácti let s obviněným v případě trestných činů proti lidské důstojnosti v sexuální oblasti.
Konfrontace se zásadně provádí jen v řízení před soudem; před podáním obžaloby nebo návrhu na schválení dohody o vině a trestu lze konfrontaci provést jen výjimečně, pokud lze očekávat, že její provedení výrazněji přispěje k objasnění věci a stejného cíle nelze dosáhnout jinými prostředky. Důvodem je praktická neopakovatelnost konfrontace, neboť účelem je posouzení reakcí vyslýchaných na své vzájemně se rozcházející výpovědi. V případě opakování konfrontace je podstatně snížená autentičnost a bezprostřednost jejich reakcí, čímž je jejich posouzení za účelem zhodnocení jejich věrohodnosti zmařen.